# Municipio de Tanlajás
El municipio de Tanlajás es uno de los 59 municipios que constituyen el estado mexicano de San Luis Potosí. Se encuentra localizado al sureste del estado y aproximadamente a 312 kilómetros de la ciudad de San Luis Potosí. Cuenta con una extensión territorial de 366.77 km². Según el II Conteo de Población y Vivienda de 2005, el municipio tiene 19,062 habitantes, de los cuales 9,678 son hombres y 9,384 son mujeres. Su nombre se interpreta como: "Lugar de Lajas". Las lajas son piedras  planas y  de varios metros de largo, las cuales forman el suelo del arroyo de agua cristalina que atraviesa el municipio. 

## Descripción geográfica

### Ubicación
Tanlajás se localiza al sureste del estado entre las coordenadas geográficas 21° 40’ de latitud norte, y 98° 53’ de longitud oeste; a una altitud promedio de 260 metros sobre el nivel del mar.
El municipio colinda al norte con el municipio de Ciudad Valles; al este con Tamuín y San Vicente Tancuayalab; al sur con San Antonio; y al oeste con Tancanhuitz y Aquismón.

### Orografía e hidrografía
Posee un territorio montañoso debido a su localización a través de la Sierra Madre Oriental, sus principales elevaciones alcanzan los 260 m s. n. m. Sus suelos se formaron en la era Mesozoica, y su uso principalmente es ganadero, forestal y agrícola. El municipio pertenece a la región hidrológica Panuco. Sus recursos hidrológicos son proporcionados principalmente por el río Coy. Además cuenta con arroyos de afluente temporal como los arroyos Tanlajás, Quelabitad y Grande; así como algunos manantiales.

### Clima
Su principal clima es el cálido húmedo; con lluvias en verano y sin cambio térmico invernal bien definido. La temperatura media anual es de 25 °C°C, la máxima se registra en el mes de mayo (44 °C) y la mínima se registra en enero (7 °C). El régimen de lluvias se registra en el verano, contando con una precipitación media de 2,488 milímetros.

## Cultura

### Sitios de interés
| - Templo Parroquial. - Río Choy. - Lagos Tabasaquiche - Lago Lagartos. |

### Fiestas
Fiestas civiles
- Aniversario de la Independencia de México: 16 de septiembre.
- Aniversario de la Revolución mexicana: El 20 de noviembre.

Fiestas religiosas
- Semana Santa: jueves y viernes Santos.
- Día de la Santa Cruz: 3 de mayo.
- Fiesta en honor de la Virgen de Guadalupe: 12 de diciembre.
- Día de Muertos: 2 de noviembre.
- Fiesta patronal en honor de Santa Ana: 25 al 26 de junio.
- Fiesta Patronal de Santa Rosa de Lima: 29 agosto. celebrado en Ejido Santa Rosa.

## Gobierno
Su forma de gobierno es democrática y depende del gobierno estatal y federal; se realizan elecciones cada 3 años, en donde se elige al presidente municipal y su gabinete. El actual presidente es Humberto Lucero Magaña. El municipio cuenta con 97 localidades, las cuales dependen directamente de la cabecera del municipio, las más importantes son: Tanlajás (cabecera municipal), San José Xilatzen, Agualoja, Santa Rosa, El Barrancón, La Cebadilla, La Concepción, San Nicolás, Tancolol, El Jomte, La Labor, Malilija, Monec, El May, El Ojox, El Pando, Quelabitad Cuaresma, Anexo Quelabitad.